# Maria Bonzanigo
Maria Bonzanigo (* 26. Mai 1966 in Lausanne) ist eine Schweizer Schauspielerin, Tänzerin, Clownin, Komponistin, Choreografin und Bewegungspädagogin.

## Werdegang
Maria Bonzanigo verbrachte die ersten Jahre ihrer Kindheit im Kanton Waadt, wo sie ihre ersten musikalischen Schritte machte. Im Alter von sieben Jahren zog ihre Familie ins Tessin. Dort wurde sie in den Chor "I piccoli cantori della Turrita" aufgenommen, mit dem sie auf internationale Tourneen ging. Vier Jahre später begann sie zu komponieren und liess sich von dem im Tessin lebenden amerikanischen Komponisten Paul Glass in Gesang und musikalischer Komposition ausbilden, während sie an der Schule ihrer Mutter Graziella Bonzanigo Tanz unterrichtete. Maria setzte ihre Ausbildung als Tänzerin, Tanzpädagogin und Choreografin von 1981 bis 1995 bei Rosalia Chladek fort. Ihren Abschluss als Bewegungspädagogin machte sie 1984 in Strassburg. 
1984 lernte Bonzanigo Daniele Finzi Pasca kennen, mit dem sie eine intensive künstlerische Zusammenarbeit begann. Mit ihm und seinem Bruder Marco gründete sie 1986 das Teatro Intimo Sunil (heute Teatro Sunil, Lugano). Mit dem Ensemble arbeitet sie an rund 30 Kreationen, die in etwa 20 Ländern aufgeführt wurden. In den 1990er Jahren unterrichtete sie an den IGRC training Kursen.
2011 gründet Maria Bonzanigo zusammen mit Hugo Gargiulo, Daniele Finzi Pasca, Julie Hamelin Finzi und Antonio Vergamini die Compagnia Finzi Pasca, welche das Teatro Sunil und die Kompanie Inlevitas von Julie Hamelin vereinte.

## Künstlerische Leistungen
In den meisten Shows ihres Ensembles bringt sie sich als Tänzerin, Schauspielerin, Clownin, Komponistin und Choreografin ein. In den beiden Shows Concordanze und Passo migratore erwachen die Figuren im Tempo des Tanzes zum Leben und die Geschichten entfalten sich im Sinne des Tanztheaters. In Chi la Gagliarda, ovvero Percossi Obbligati (mit Perkussion von Nicola Marinoni) drückt Maria Bonzanigo ihre Neigung zur Clownerie aus, verbindet Bewegung mit Komik, behält aber die Bühneneleganz stets bei. Eine der reifsten Leistungen in der Auseinandersetzung von Tanz und Musik erreichte Maria Bonzanigo im Solo von Magari.
Sie komponierte auch Stücke für Klavier. Im Auftrag des Centro Alisarium in Minusio komponierte sie Sguardo für Altsaxophon, Ave Maria für einen Jugendchor, Trialogo für Flöte, Oboe und Cello. 1997 publizierte Sunil einige ihrer Bühnenmusiken, darunter etwa 1337 Déjeuner sur l'herbe (1995), Icaro (1991), Patria (1996), Aitéstas (1998), Visitatio (2000). Für den Cirque Eloize schrieb sie die Musik zu Nomade von Daniele Finzi Pasca und für den Cirque du Soleil komponierte sie die Musik zur Show Corteo (2005) (Regie: Daniele Finzi Pasca). Zu ihren Beteiligungen und Aufführungen ausserhalb des Teatro Sunil gehören Bonjour Paris (1986, Settimane Musicali di Ascona) und die Choreographie für die offizielle Wiedereröffnung des Teatro Sociale di Bellinzona 1997 zu Musik von Renzo Rota und der Regie von Peter Bissegger.

## Werkverzeichnis (Auswahl)
- 1990: Concordanze
- 1992: Passo migratore
- 1993: Umbriel
- 1994: Chi la Gagliarda, ovvero Persossi Obbligati (mit Perkussion von Nicola Marinoni)
- 1999: Magari (Solo)
- 2002: Di sogno e volo (auch Regie und Choreografie)

### Komposition
- 1995: 1337 Déjeuner sur l'herbe
- 1991: Icaro
- 1996: Patria
- 1998: Aitéstas
- 2000: Visitatio
- 2002: Nomade
- 2005: Corteo (Co-Composition mit Cirque du Soleil)
- 2006: Abschlusszeremonie der Olympischen Winterspiele von Turin[5]
- 2007: Nebbia der Compagnia Finzi Pasca
- 2011: Donka – Une lettre à Tchekov der Compagnia Finzi Pasca
- 2011: Unbelgiocare von Mohammed Soudani
- 2013: La Verità der Compagnia Finzi Pasca
- 2014: Eröffnungszeremonie der Paralympischen Winterspiele 2014 von Sotschi
- 2014: Oro verde von Mohammed Soudani
- 2016: Per te der Compagnia Finzi Pasca
- 2017: Montréal Avudo der Compagnia Finzi Pasca
- 2017: CERN – Il senso della bellezza von Valerio Jalongo
- 2019: Abrazos der Compagnia Finzi Pasca
- 2019: Fête des Vignerons zusammen mit Jérôme Berney et Valentin Villard
- 2022: L’Afrique des femmes von Mohammed Soudani

### Filmmusik
- 2014: Oro verde (originale Filmmusik zum Film von Mohammed Soudani)[6]
- 2017: The Sense of Beauty (Musik zum Film von Valerio Jalongo)
- 2021: L'Afrique des femmes (Musik zum Film von Mohammed Soudani)
- 2023: Red (Musik zum Film von Mara Manzolini und Andrea Pellerani und Élodie Dermange)

### Choreografie
- 2011: Pagliacci von Leoncavallo
- 2016: Carmen von Bizet
- 2019: Einstein on the Beach von Philip Glass und Robert Wilson